# 裕東路
裕東路（英語：Yu Tung Road）是香港東涌區内的一條主幹道路，取名自裕東苑，呈東北—西南走向，雙向行車。西起滿東邨，東接東涌東交匯處。裕東路全段東行車道旁皆建有單車徑。

## 概述
裕東路是東涌區内最長的道路，東北端連接東涌東交匯處，可以通往怡東路前往東涌北，以及北大嶼山公路前往新界各區及九龍市區，中途接駁順東路及松仁路，分別通往東涌市中心及東涌道往大嶼山南部。裕東路是東涌西部及大嶼山南部通往市區的必經之路，並途經北大嶼山醫院，故有肩負樞紐道路的角色。
值得一提的是，東涌街道的分隔帶比香港其他道路相對較寬闊，當中裕東路最寬處亦接近20米寬，形成東涌的獨有特色。

## 歷史
作為香港機場核心計劃的一部分，東涌新市鎮（第一期）隨着其餘核心工程陸續動工而於1992年開始發展。首期計劃包括富東邨三座公屋以及裕東苑五幢居屋，以及各項基礎配套，包括開辦數條巴士路線、地盤平整、挖掘航道、建築道路及渠道。
裕東路，連同達東路及順東路，率先動土興建，成為東涌新市鎮内首批投入服務的街道，於1997年中期通車。當時主要服務新建的公營房屋，應付當地通勤需求。隨着東涌新市鎮向西發展，以至北大嶼山醫院第一期投入服務，裕東路成了當地以至大嶼山南部往來市中心及市區的唯一陸路，重要性亦大大提升。

## 交匯道路及沿路建築

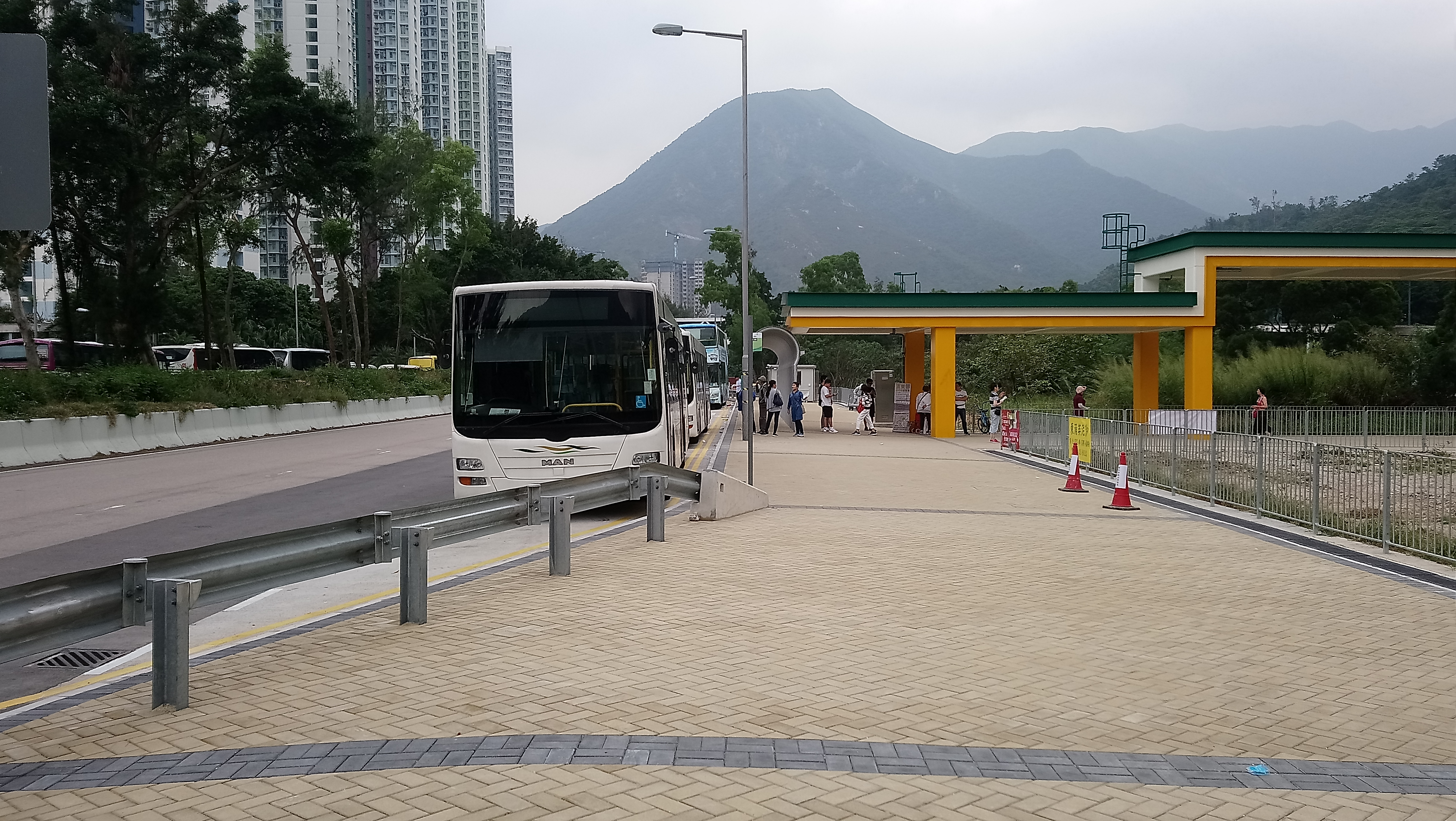
裕東路近滿東邨巴士總站
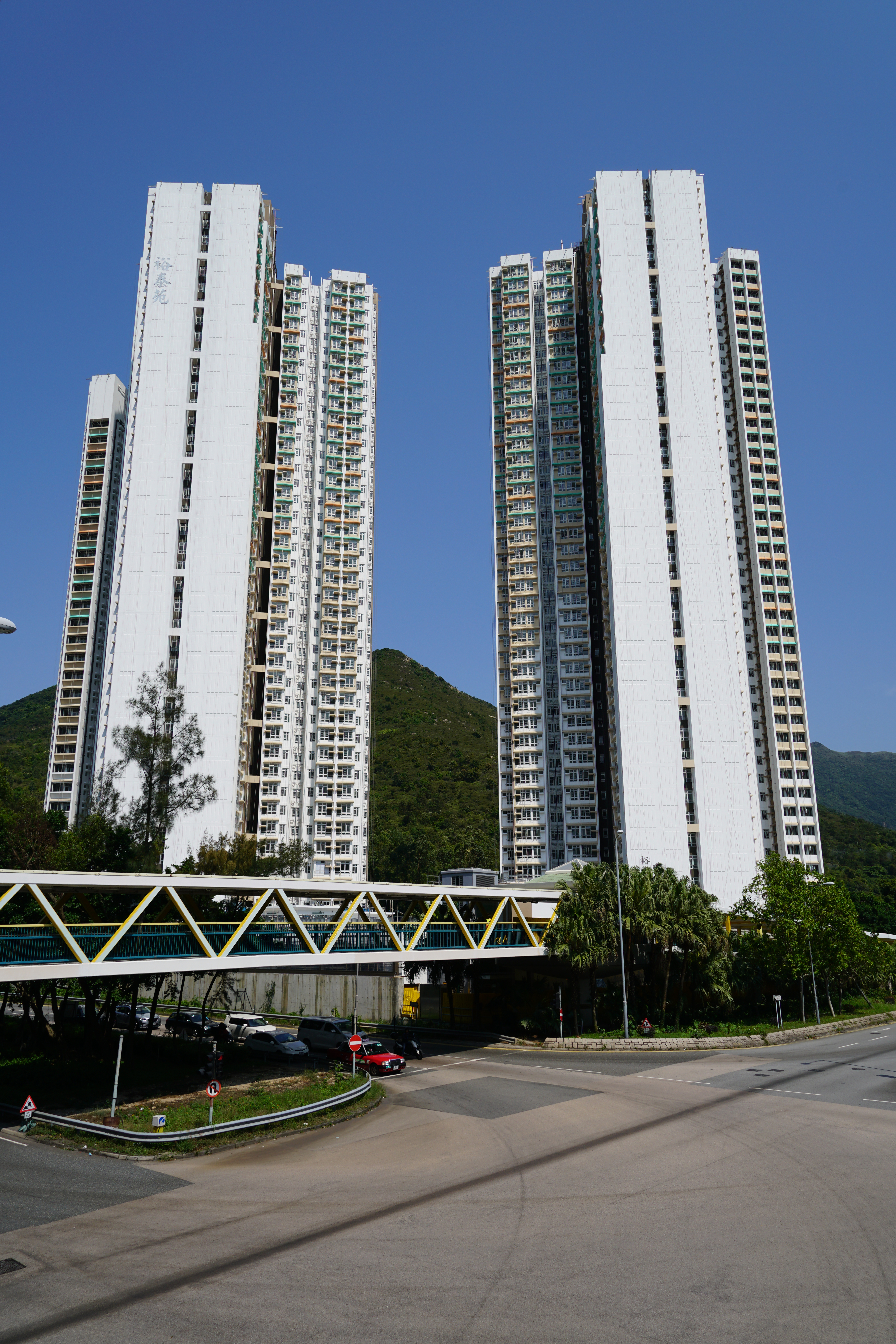
裕東路與松仁路交界處 圖中屋苑為裕泰苑
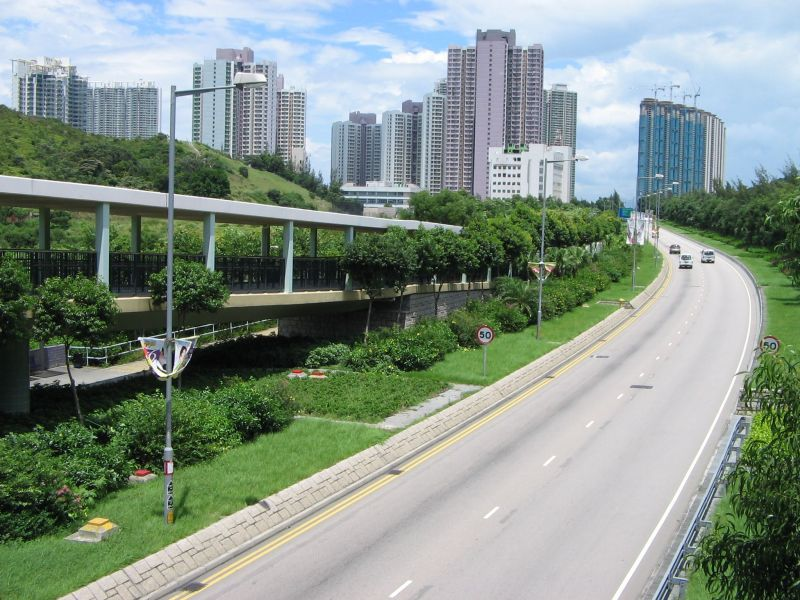
裕東路中段東行車道
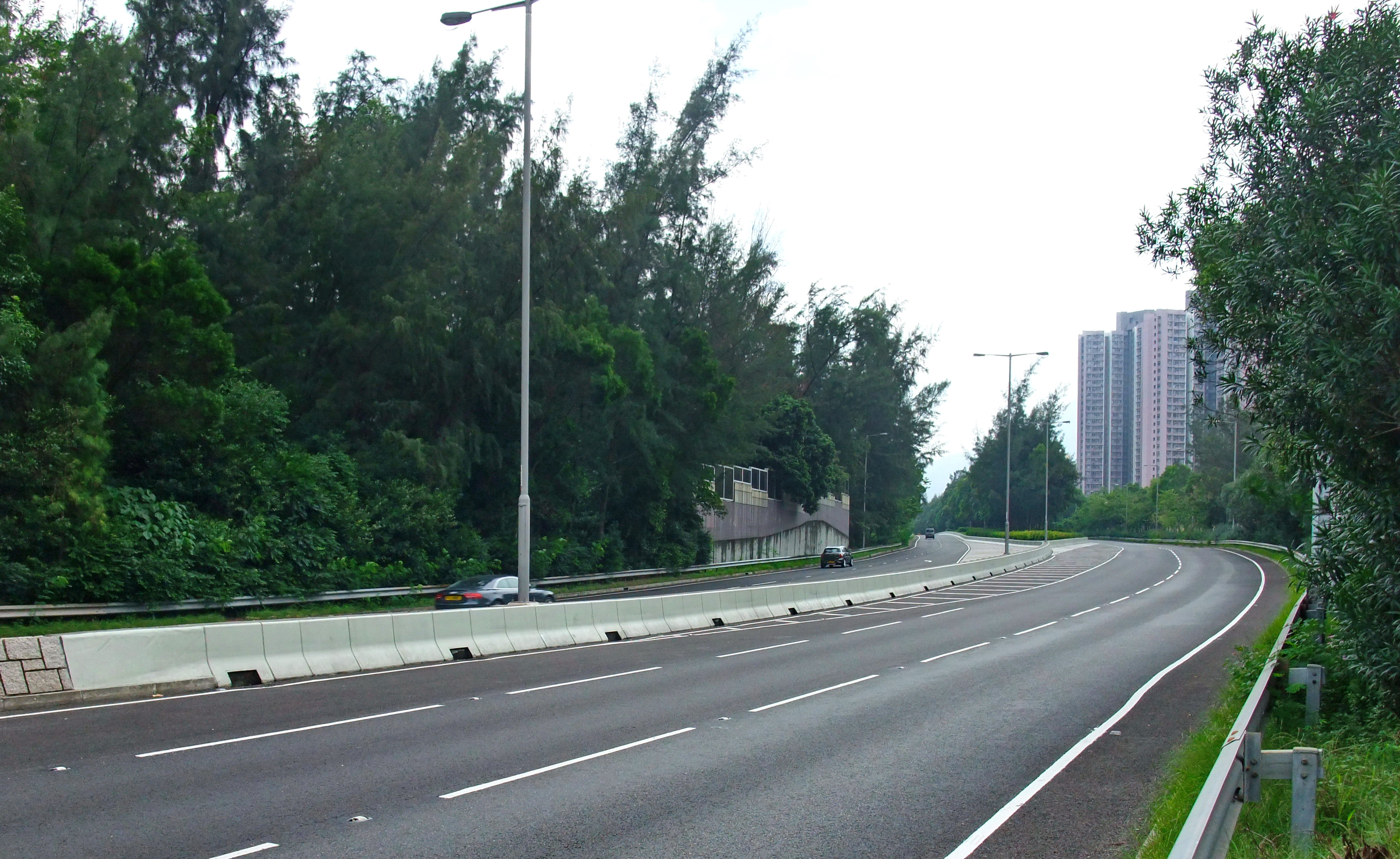
裕東路近東涌東交匯處

裕東路主要與北大嶼山公路、松仁路等東涌其他主要道路交匯，肩負着位於道路西段的逸東邨、滿東邨及裕泰苑的居民往返市區，以及東涌新市鎮北部的居民往來西段的北大嶼山醫院的重任。詳見下圖：
|  |  | 東涌明渠流出東涌灣 |  |  |  |  | 東涌綫往香港站 |  |  |  |  |  | 松仁路 |  |  | 順東路 |  |  | 北大嶼山公路往機場 |  |  |  |  | 機場快綫往博覽館站 |

|  |  |  | 滿東邨巴士總站 |  |  |  | 未來東涌西站 |  |  | 逸東邨 |  | 北大嶼山醫院 |  | 北大嶼山警署 |  |  | 裕東苑 | 翔東路 |  |  |  |  |  |  |  |  |  |

|  |  |  |  |  |  |  |  |  |  |  | 裕 東 路 |  |  |  |  |  |  |  |  |  |  |  |  | 裕 東 路 |  |  |  |  |  |  |  |  |  |  | 怡東路 |

|  |  |  |  | 東涌道足球場 |  |  |  |  |  |  |  |  |  | 裕泰苑 |  |  |  |  |  |  | 翔東路 |  |  |  |  |  |  |  |  |  |

| 松滿路 |  | 滿東邨 |  | 東涌道往大嶼山南部 |  |  |  |  |  |  |  |  |  |  |  |  |  |  | 北大嶼山公路往市區 |  |  |  |  |  | 機場快綫往香港站 |

|  |  | 東涌明渠流出東涌灣 |  |  |  |  | 東涌綫往香港站 |  |  |  |  |  | 松仁路 |  |  | 順東路 |  |  | 北大嶼山公路往機場 |  |  |  |  | 機場快綫往博覽館站 |

|  |  |  | 滿東邨巴士總站 |  |  |  | 未來東涌西站 |  |  | 逸東邨 |  | 北大嶼山醫院 |  | 北大嶼山警署 |  |  | 裕東苑 | 翔東路 |  |  |  |  |  |  |  |  |  |

|  |  |  |  |  |  |  |  |  |  |  | 裕 東 路 |  |  |  |  |  |  |  |  |  |  |  |  | 裕 東 路 |  |  |  |  |  |  |  |  |  |  | 怡東路 |

|  |  |  |  | 東涌道足球場 |  |  |  |  |  |  |  |  |  | 裕泰苑 |  |  |  |  |  |  | 翔東路 |  |  |  |  |  |  |  |  |  |

| 松滿路 |  | 滿東邨 |  | 東涌道往大嶼山南部 |  |  |  |  |  |  |  |  |  |  |  |  |  |  | 北大嶼山公路往市區 |  |  |  |  |  | 機場快綫往香港站 |

- 裕東路近滿東邨巴士總站
- 裕東路與松仁路交界處
圖中屋苑為裕泰苑
- 裕東路中段東行車道
- 裕東路近東涌東交匯處

## 道路問題
裕東路受不同問題所困擾，包括違例泊車及行人過路處不足等。

### 違例泊車
東涌停車場不足，引致停車位短缺的問題。東涌新市鎮接近機場、港珠澳大橋口岸等遊客集中區域，故當地旅遊車有一定的泊車需求。儘管市民多次向警方反映，情況卻未有改善。因此，違例泊車事件導致該路出現交通擠塞的狀況。根據現任離島區議員郭平所及，一般平均有不少於40輛旅遊巴士停泊在裕東路及松仁路路邊，有礙巴士入站，又有居民擔心停泊路邊的旅遊車會妨礙消防車使用消防喉救火:28。有見及此，運輸署曾於2015年在裕東路近松滿路一段，劃出13個旅遊巴停車位，但成效未見。
郭平區議員認為裕東路本身的設計並不適合旅遊巴士停泊，但運輸署卻將之合法化，因而促請警方及環保署加強執法，將停泊的旅遊巴士數量控制並維持於13架内才能夠解決。前離島區議員鄧家彪亦指，政府彈性開放社區路段供商用車輛停泊主要遵從三項原則，如今在裕東路開放停泊區，認為至少有違第三項原則，即「開放的路段必須在商業區内」，促請運輸署解決違例泊車的問題:28-30。運輸署則書面回覆指，署方早前經已完成投標程序，投選一個負責管理一座位於東涌北喜東街的臨時公眾停車場的營運者，預計能於2020年内啓用，旨在減少違泊事件。此外，運輸署亦會制定短、中及長遠措施應對車輛停泊需求，進而檢視香港規劃標準與準則中關於商用車輛泊車位及上落貨設施的標準，以及提供私家車泊車位的準則，但始終認為「警方執法是比較直接及有效的方法」以打擊違泊人士。。

### 行人過路處不足
全段裕東路均不設行人過路處，只於東涌西部設兩條行人天橋。雖然如此，但仍有逸東邨及東涌鄉村居民表示行人天橋對長者及兒童來說過於陡長，而且裕東路西段單向車流量每小時均不多於200輛，屬偏低水平，曾要求運輸署於天橋附近設置地面過路處。審計署亦發現，許多行人棄用松仁路路口的天橋而直接於地面自闢小路橫過。有見及此，路政署早於2010年1月在松仁路加設行人過路處，但裕東路的狀況依然不得改善:29-33。
另外，裕東路和順東路交界處接近一條引水道，不少登上薄刀屻的遠足人士均以此作起點。但基於過路處不足的緣故，大部分人選擇直接橫過裕東路前往。

## 交通及其他事故
- 2010年6月13日，晚上約7時，一名姓趙14歲少年騎單車到裕東路和松仁路交界的行人天橋上，疑自恃聰明在沒有佩戴頭盔的情況下騎車衝下樓梯，以致單車翻側，連人帶車倒在地上，少年頭部及四肢皆有受傷，並陷入半昏迷狀態。途人見狀報警，少年由救護車送院。[11][12]

- 2013年10月22日，凌晨約1時，一輛市區的士沿裕東路東行行駛，駛至順東路路口時交通燈轉綠，因而直走，然而同時一輛城巴從西行車道轉右往順東路，的士司機受驚而向左扭軚閃避，繼而向右扭軚欲返回原路，但的士失控而撞壆翻側。的士司機手指被碎裂玻璃刺傷，乘客則胸口被安全帶弄傷，兩人皆受輕傷。[13]

- 2018年10月15日，清晨約6時，一名男子騎電單車，沿裕東路駛近東涌消防局時突然失控，人仰車翻，倒地重創導致人事不省。隨後救護員趕抵現場，該名傷者仍然昏迷不醒，隨即送至北大嶼山醫院救治。[14]

- 2019年9月1日，受該年反修例運動的和你飛2.0集會影響，東涌一帶的道路均嚴重擠塞。[15]

- 2019年10月12日，凌晨約1時，一輛載客市區的士駛近逸東邨對開的一段裕東路時，疑失控而直撞一輛停泊路邊的貨車車尾。的士左邊車身及車頭嚴重損毀，以致的士司機及一名乘客一度被困，前者頭部及手部受傷，並且清醒，被送至北大嶼山醫院治理；後者則頸部受傷，當時昏迷不醒，被送達瑪嘉烈醫院搶救。[16]

- 2019年12月3日，晚上近12時，一輛私家車從順東路駛入裕東路，疑因不依交通燈號行車而與一輛沿裕東路直駛的大嶼山的士相撞，導致私家車車頭損毀，的士車身被撞毀，意外中合共兩人受傷。當中疑有人被困，消防員及救護員到場協助救援。隨後該兩名傷者被送至北大嶼山醫院治理。[17]

- 2020年1月11日，下午約3時，一輛迅達巴士的旅遊車沿裕東路東行車道行駛，駛至近逸東邨的路段時擦過一輛私家車的車身，隨之撞向一輛吊臂車，釀成三車相撞的交通意外。[18]旅遊車擋風玻璃碎裂，旅遊車男司機一度雙腳被困並受輕傷，最終由消防員協助救出，送至北大嶼山醫院治理。[19]

## 未來發展
東涌新市鎮未來將會向西發展，屆時裕東路將配合發展而進一步向西延伸:28-29。裕東路現時的西端將來會改為迴旋處，連接被延長的松滿路，接駁東涌谷各鄉村以及未來新建房屋。

### 東涌線西延
此外，東涌線亦已落實向西延伸，在裕東路近逸東邨福逸樓一處興建東涌西站，預計2023年動工興建，2029年落成啓用。